# 夢見る子犬・ウィッシュボーン
夢見る子犬・ウィッシュボーン（Wishbone）とは、アメリカ合衆国のビッグ・フィーツ・エンターテインメントによって製作されたテレビドラマ。1995年10月8日から1997年12月7日にかけてPBSで放送された。日本では1998年4月11日から1999年4月3日までNHK教育 (現:NHK Eテレ)で放送された。スーパーチャンネル (現：スーパー!ドラマTV)でも2001年4月から9月にかけて再放送されたことがある。

## キャラクター
ウィッシュボーン
演 - ラリー・ブラントレイ、吹替 - 春風亭昇太
ジョー・タルボット
演 - ジョルダン・ウォール、吹替 - 高山みなみ
サマンサ・ケプラー
演 - クリスティ・アボット、吹替 - 西村ちなみ
デヴィッド・バーンズ
演 - アダム・スプリングフィールド、吹替 - 岡村明美
エレン・タルボット
演 - メリー・クリス・ウォール、吹替 - 弘中くみ子
ワンダ・ジルモア
演 - アンジー・ホーゲス、吹替 - 安達忍

## エピソードリスト
1. ウィッシュボーンの冒険 1（A TAIL IN TWAIN" PART ONE）
2. ウィッシュボーンの冒険 2（A TAIL IN TWAIN" PART TWO）
3. 転校生マックス（TWISTED TAIL）
4. おお汝の名はロージー（ROSIE, OH, ROSIE, OH!）
5. ボクらの木を守れ!（HOMER SWEET HOMER）
6. 知恵の花（BARK THAT BARK）
7. 詩はステキ（CYRANOSE）
8. 犯人を探せ!（THE SLOBBERY HOUND）
9. タイム・カプセル（DIGGING UP THE PAST）
10. ルールはルール（BONE OF ARC）
11. 記録への挑戦（THE IMPAWSSIBLE DREAM）
12. 夢を叶えるヘルメット（FLEABITTEN BARGAIN）
13. スペル・コンテスト（SNIFFING THE GAUNTLET）
14. 友情の危機（THE HUNCHDOG OF NOTRE DAME）
15. 新しい自転車に夢中（GOLDEN RETRIEVED）
16. 楽しいはずの週末が（A TALE OF TWO SITTERS）
17. 科学フェスティバル（FRANKENBONE）
18. 穴掘りで大発見（Hot Diggety Dawg）
19. インターネット事件（ONE THOUSAND & ONE TAILS）
20. 別の顔を持つ男（MIXED BREEDS）
21. 病は気から（THE CANINE CURE）
22. ジョーの初恋（THE PAWLOINED PAPER）
23. 計算機があれば…（BARK TO THE FUTURE）
24. 正義のために（PAW PRINTS OF THIEVES）
25. ダンス・パーティーで大騒動（FIRST IMPRESSIONS）
26. ジョーは名コーチ?（THE PRINCE AND THE POOCH）
27. 無実の罪（THE COUNT'S ACCOUNT）
28. 宝探し（SALTY DOG）
29. 良心の声（LITTLE BIG DOG）
30. スキャンダル写真（A DOGGED EXPOSE）
31. 年上の友達（TERRIFIED TERRIER）
32. あらしの幕あけ（SHAKESPAW）
33. 仲間に入れて!（MUTTKETEER!）
34. 誕生日のプレゼント（HERCULES UNLEASHED）
35. 愛と奇跡（VIVA WISHBONE!）
36. 少年実業家（THE ENTREPAWNEUR）
37. 図書館の幽霊（PANTIN' AT THE OPERA）
38. パパの思い出（DANCES WITH DOGS）
39. ウィッシュボーンは大スター（RUSHIN' TO THE BONE）
40. お気に入りの名場面（PICKS OF THE LITTER）
41. リーダーの素質（THE PRINCE OF WAGS）
42. 犬の記念日（GROOMED FOR GREATNESS）
43. 勇気を出して（A BONE OF CONTENTION）
44. ボクのイス（WAR OF THE NOSES）
45. 満月の日の怪（MOONBONE）
46. もう子供じゃない（BARKING AT BUDDHA）
47. なぞの手紙（PUP FICTION）
48. ボクたちは親友（THE ROAMIN' NOSE）

## ビデオソフト化
日本では1998年11月1日から1999年2月1日までVHSが発売された。発売・販売元 - ポリグラム
- 第1巻 ウィッシュ・ボーンの冒険（型番：POVV-1731、発売日 - 1998年11月1日）
- 第2巻 転校生はマックス/おお汝の名はロージー（型番 - POVV-1732、発売日 - 1998年11月1日）
- 第3巻 ボクらの木を守れ!/ルールはルール（型番 - POVV-1733、発売日 - 1998年11月30日）
- 第4巻 記録への挑戦/友情の危機（型番 - POVV-1734、発売日 - 1998年11月30日）
- 第5巻 科学フェスティバル/穴掘りで大発見（型番 - POVV-1735、発売日 - 1999年1月6日）
- 第6巻 正義のために/ジョーは名コーチ?（型番 - POVV-1736、発売日 - 1999年1月6日）
- 第7巻 宝探し/年上の友達（型番 - POVV-1737、発売日 - 1999年2月1日）
- 第8巻 誕生日のプレゼント/犯人を捜せ!（型番 - POVV-1738、発売日 - 1999年2月1日）